# 中央尖山
中央尖山（太魯閣語：:488-489:184），是臺灣中央山脈北段一座高山，海拔3,698公尺，為中央山脈第四高峰，在著名的百岳中排名第11，山頂設有三等三角點第6015號，位於臺中市和平區平等里與花蓮縣秀林鄉富世村之間，太魯閣國家公園園區內。中央尖山山形是高聳尖錐形如刀刃的金字塔，位於中央山脈主脊高山區的最北段南湖山群、南湖大山南邊主脊稜上，這兩座大山構成中央山脈北段兩個犄角，登山界習並稱為南湖中央尖。百岳中的中央尖山與大霸尖山、達芬尖山合稱「三尖」，中央尖山高度為三尖之首。

## 地形
中央山脈主脊由南湖大山往南，在中央尖山東峰直角轉為呈現東西走向，向西約兩公里後，又在中央尖山西峰直角轉為向南走向，然而中央尖山東西走向的稜線岩層卻是南北縱向，南壁小瓦黑爾溪源頭是險惡的崩崖，北壁中央尖溪源頭也是寸草不生的峭壁，尖銳錐形似刀刃般的尖峰，有如中央山脈上的金字塔，故有「寶島第一尖」之稱。
由於刀刃般高聳的尖頂與錐狀的山峰，顯露出中央尖山的「尖」與「險」，成為周邊族群分布的邊界。主脊南側小瓦黑爾溪源頭為德路固群賽德克族翻越奇萊北峰東遷、進入立霧溪流域的太魯閣族勢力範圍，有內太魯閣聚落原居於此，稱中央尖山為，中間最高的尖聳主峰為，由兩邊較矮的東西兩峰支撐:184。中央尖山東峰往東南方接三池山的支稜北側陶賽溪流域，與南湖大山往陶賽峰東南支稜的南側大濁水南溪源頭，為道澤群賽德克族東遷的陶賽群勢力範圍。南湖大山東南支稜的北側為南澳群泰雅族。中央尖山以及西伸往新鞋山支稜以北為蘭陽溪上游溪頭群泰雅族的傳統獵場，匹亞南（現漢名為1959年蔣經國50大壽來此所改稱南山村）族人沿耶克糾溪上溯翻越蘭陽溪、大甲溪分水嶺木杆鞍部，前來南湖溪、中央尖溪溪谷，搭建一連串的香菇寮，稱中央尖山為。西方大甲溪上游、新鞋山支稜以南的志佳陽群（今台中市和平區環山部落及周邊部落群）泰雅族人認定中央尖山是一座靈山，神聖不可侵犯，至今仍尊為聖山，相信守護他們並保佑作物豐收的祖靈就住在聖山中央尖山，稱為，為泰雅語（帽子）（岩屑）的簡稱，尊崇中央尖山、雪山（b'bu Hagay）、南湖大山（b'bu Biyun）依長幼之序為聖山三兄弟。:488-490:上冊222-231
日治時台灣總督府進行五年理蕃政策，發動太魯閣戰爭之前的1913年，野呂寧為進行戰爭準備的太魯閣方面地形測量，攀登南湖大山，觀測到其正南方直立尖聳的無名峰，而賦予中央尖山的新名稱，為聳立於中央山脈中的尖山之意。:488
中央尖山通往中央尖山西峰之間，為呈現東西走向、路跡風化嚴重的中央山脈主稜脈、難以通過的斷脊，岳界有「死亡稜線」一稱，為中央山脈主脊縱走的一大難關。
原住民以外有記錄的中央尖山首登即在1928年8月9日登頂，由台北一中（今建國中學）登山部，教官新沼佐助、瀨古喜三郎與學生，包括倉田、三澤、本間、藤崎、橋口等諸氏，加上台北高校生原氏等一行19人與鹿野忠雄，藉著太魯閣族嚮導的強力支援，自太魯閣方面溯小瓦黑爾溪由死亡稜線來回，前後以14天達成。

## 山難
- 1980年代，建國中學登山社陳彥融、陳啟昱二人結隊於冬季冰雪期冰攀中央尖山北壁技術路線，陳彥融意外墜崖死亡。建國中學登山社在中央尖山山頂設立「陳彥融學長紀念碑」，太魯閣國家公園成立後遭拆除。[來源請求]
- 1984年8月底，剛退伍曾任逢甲大學萬里登山社蔡姓社長組隊，一行四人攀登南湖中央尖。下山時因前陣子颱風侵襲，由中央尖溪下山又連續兩天大風暴雷雨，溪水暴漲澎拜滾滾濁流，其中一位無登山經驗的隊員由岩壁摔下折斷腿，此地地形困難無法搬運，緊急闢出營地臨時安置傷患與其他隊員。原本蔡姓社長自己一人要出去向外求救，但另一隊員要求也要同行向外求救，於是留下一位隊員陪伴傷患，帶領另一隊員同行向外求救。然在溯行中央尖溪時，此隊員不慎滑倒，遭洪水沖走嚴重撞擊，施救無效死亡。蔡姓社長繼續溯行中央尖溪，再渡過南湖溪向外求救。[14]:119-121
- 1998年9月，臺北科技大學登山社13名同學攀登南湖中央尖，隊員蕭世華不慎在中央尖溪谷跌傷，雙腿無法行動，領隊王湖興於9月10日晚上奔抵南山派出所求援。救援過程中，海鷗直升機9月13日於南湖山區因著陸不慎，機械故障，無法起飛，險引發二次山難。[15]
- 1998年9月，新竹市登山協會四人自組隊攀登南湖中央尖，回程時因適逢颱風來襲，被南湖溪暴漲的溪水圍困，隊員田美珍不慎被湍急溪水沖走死亡，其餘三位隊員於南湖溪山屋緊急避難。[15][16]
- 2021年12月，桃園體育局李姓股長計畫以兩天獨攀中央尖山，夜攀中央尖溪源頭上溯因迷途墜崖死亡。[17]

中央尖山、中央尖山西峰之間，風化嚴重極為危險的「死亡稜線」，過去有兩次發生死亡山難的記錄
- 1989年10月，27歲的登山好手黃新華，單獨一人進行中央山脈大縱走，於死亡稜線墜崖死亡。[18][19][20]
- 2020年10月，王姓男子獨攀連走中央山脈北一、北二段，於死亡稜線墜崖死亡，遇難地點和31年前的山難意外的相似。[21]